# Unione Sportiva Grosseto Football Club 2012-2013
Questa pagina raccoglie i dati riguardanti l'Unione Sportiva Grosseto Football Club nelle competizioni ufficiali della stagione 2012-2013.

## Stagione

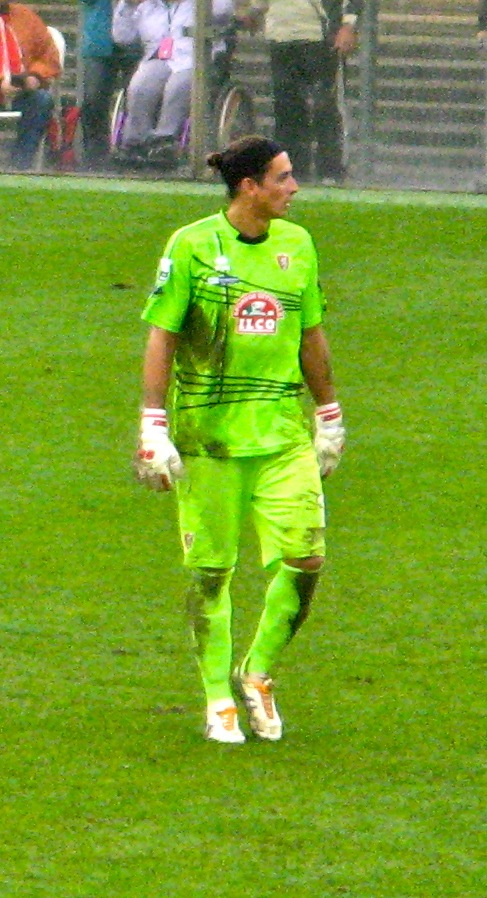
Nicolás Bremec, portiere acquistato dai maremmani dal.

Dopo un lungo processo riguardante il calcioscommesse, che vedeva il Grosseto retrocesso in Lega Pro Prima Divisione con il presidente Piero Camilli inibito per 5 anni più preclusione, il 22 agosto 2012 viene accolto il ricorso della società biancorossa, annullando la decisione della disciplinare. Il Grosseto partirà comunque con 6 punti di penalità per responsabilità oggettiva, ottenuti in seguito a patteggiamento, da scontare nel campionato in corso.
Sono molti i movimenti di mercato. Al termine della stagione non vengono rinnovati i contratti a Narciso, Petras, Caridi, Alfageme e Consonni, ex capitano biancorosso che lascia i toscani dopo sette stagioni. Quest'ultimo, lascia i biancorossi dopo sette stagioni, 216 presenze e 10 reti. Con i toscani ha vinto un campionato di Serie C1 e una Supercoppa di Lega di Serie C1. Arrivano in Maremma l'estremo difensore Nicolás Bremec, che prende il posto di Narciso, Delvecchio, Donati, Lanzafame e Jadid, che aveva già militato con i toscani in prestito la stagione precedente, e vengono rinnovate le comproprietà di Crimi e Padella. Inoltre vi sono i ritorni di Antonazzo e Bonanni.
Il nuovo tecnico della squadra è Francesco Moriero, già stato alla guida dei maremmani. Viene nominato come nuovo capitano della rosa, Samuele Olivi che in seguito, con l'arrivo di Somma sulla panchina unionista, viene messo ai margini della rosa. Esonerato quest'ultimo, rientra in difesa da titolare il 24 novembre in Grosseto-Brescia (2-2), andando a segno con un colpo di testa.
Il debutto stagionale dei biancorossi, avviene il 12 agosto in Grosseto-Carpi valida per il secondo turno di Coppa Italia. La gara, sancisce l'eliminazione dei maremmani, che vengono sconfitti 3-1.
L'esordio nel nuovo campionato di Serie B, avviene il 25 agosto contro il Novara, nella gara terminata 1-1.
L'attaccante laziale Ferdinando Sforzini il 15 settembre, con la rete segnata ai danni del Crotone, raggiunge al decimo posto Renato Fioravanti, Guido Querci e Alfonso Sicurani nella classifica dei migliori marcatori di sempre della società toscana, poi superati il 22 settembre contro il Lanciano. Durante la permanenza di Mario Somma sulla panchina del Grosseto, a causa di alcune incomprensioni tra Sforzini e Samuele Olivi, finito ai margini della rosa, è stato capitano della squadra.
Il 1º ottobre Moriero viene esonerato, venendo sostituito da Mario Somma.
Il 27 ottobre 2012 i calciatori Marco Crimi, Davis Curiale, Yaw Asante e Giovanni Formiconi sono stati messi fuori rosa a seguito di un incidente d'auto alle 5:30 ora italiana; al primo è stata ritirata la patente poiché in stato di ebbrezza. Il 17 novembre 2012, dopo aver ottenuto sei punti in otto partite, Somma viene esonerato.
Al suo posto viene ingaggiato Lamberto Magrini, affiancato da Luigi Consonni nel ruolo di vice allenatore. Il 18 dicembre, dopo aver ottenuto quattro punti in altrettante partite, i due vengono sollevati dall'incarico, e sostituiti da Leonardo Menichini.
La sessione invernale del calciomercato vede la partenza di Ferdinando Sforzini, capocannoniere della squadra fino a quel momento con dieci reti, destinazione Pescara con cui firma un contratto di due anni e mezzo, valido fino al 30 giugno 2015. Alla società toscana oltre ad un conguaglio economico di 1,5 milioni di euro sono stati ceduti in prestito i cartellini di Danilo Soddimo e Gastón Brugman. Tra gli arrivi figurano quelli di Federico Piovaccari e di Emanuele Belardi, arrivati per sostituire Sforzini e Nicolás Bremec, ceduto in prestito al Vicenza, insieme ad altri giovani. Il portiere spagnolo, a causa di alcuni problemi fisici, perde il posto da titolare a favore di Ivan Lanni. Finito fuori dai progetti tecnici della società, il 31 gennaio 2013 viene ceduto in prestito al Vicenza. Altri acquisti della sessione invernale riguardano il difensore venezuelano Rolf Feltscher (arrivato in prestito dal Parma il 25 gennaio), il difensore Francesco Cosenza dalla Pro Vercelli (arriva l'ultimo giorno di calciomercato in prestito), il centrocampista Matteo Mandorlini (approdato in prestito l'ultimo giorno di mercato), e l'attaccante ex Bologna Henry Giménez (arrivato il 31 gennaio, ultimo giorno della sessione invernale del calciomercato, passa in prestito fino al termine della stagione).
L'avventura di Belardi in maremma durerà però molto poco in quanto, il 13 marzo, risolve consensualmente il contratto che lo legava ai toscani.
Il 6 febbraio, i difensori Olivi, Formiconi ed il centrocampista Quadrini, vengono esclusi dalla lista dei 18 giocatori che prenderanno parte alla seconda parte della stagione.
Il 10 febbraio dopo aver ottenuto quattro punti in sei giornate, Leonardo Menichini viene esonerato e al suo posto viene richiamato Francesco Moriero. Con il ritorno del tecnico salentino in panchina, Delvecchio viene nominato nuovo capitano della squadra. Il centrocampista, era stato poco impiegato nella prima parte di stagione (nella quale non aveva reso al meglio delle aspettative), sia a causa di un infortunio rimediato alla costola contro l'Empoli, sia per via di alcuni motivi di natura personale.
Il 16 aprile la squadra retrocede aritmeticamente in Lega Pro Prima Divisione, dopo sei anni trascorsi nella serie cadetta. Il Grosseto, nella stagione 2012-2013 è stata la squadra che ha schierato in campo più giocatori, ben 42. I giocatori con più presenze sono Lanni e Calderoni (32) mentre i migliori cannonieri della squadra sono Sforzini (10 reti), poi Piovaccari (7), Lupoli (6) e Delvecchio (5).

## Divise e sponsor
La presentazione avviene il 23 agosto 2012. Lo sponsor tecnico per la stagione 2012-2013 è Erreà, all'ottavo anno di collaborazione. Lo sponsor principale è ILCO (Industria Lavorazione Carni Ovine). La novità più rilevante è il motivo zebrato sulla banda trasversale della maglia, con la scritta USG 1912 in basso. La prima divisa, quella classica, è rossa con banda trasversale bianca, a cui segue la seconda maglia, con colorazioni invertite. La terza divisa è nera con banda trasversale bianca, mentre la quarta divisa rappresenta il centenario unionista, con maglietta rossa, calzoncini bianchi e calzettoni rossi.
| 1ª divisa | 2ª divisa | 3ª divisa | Centenario |

## Organigramma societario
Dal sito internet della società:
Area direttiva
- Presidente: Piero Camilli
- Direttore generale: Alessandro Scalone
- Direttore amministrativo: Giovanni Francavilla

Area organizzativa
- Team manager: Luciano Cafaro
- Responsabile organizzativo settore giovanile: Enzo Madau
- Segreteria: Maria Chiara Zuppardo
- Responsabile sicurezza: Guido Venturacci
- Responsabile biglietteria e accrediti: Luisa Celentano

Area comunicazione
- Responsabile comunicazione: Elena Fazzi
- Redazione sito web: Alessandro Biserni, Alessandra Rossi

Area tecnica
- Direttore sportivo: Vincenzo Minguzzi, poi Pietro Tomei
- Allenatore: Francesco Moriero, dal 1º ottobre 2012 Mario Somma, dal 19 novembre Lamberto Magrini, dal 18 dicembre Leonardo Menichini, dall'11 febbraio Francesco Moriero
- Allenatore in seconda: Roberto Miggiano, dal 1º ottobre 2012 Ciro Ferrara, dal 19 novembre 2012 Luigi Consonni, dal 18 dicembre Andrea Bonatti, dall'11 febbraio Andrea Chiappini
- Preparatore dei portieri: Giordano Negretti
- Preparatore atletico: Paolo Traficante, dal 1º ottobre 2012 Clemente Truda, dal 18 dicembre Andrea Bonatti

Area sanitaria
- Responsabile medico: Angelo Cianfana
- Medico sociale: Giorgio Mazzucchelli, Luigi Riccardo Storcè
- Coordinatore staff: Edoardo Laiolo
- Responsabile recupero infortunati: Mario Fei
- Fisioterapista: Marco Pieri
- Massaggiatore: Alessandro Petri

## Rosa
| N. |                      | Ruolo | Calciatore               |
| -- | -------------------- | ----- | ------------------------ |
| 1  | Spagna (bandiera)    | P     | Nicolás Bremec           |
| 1  | Italia (bandiera)    | P     | Emanuele Belardi         |
| 2  | Italia (bandiera)    | D     | Giovanni Formiconi       |
| 3  | Italia (bandiera)    | D     | Samuele Olivi (capitano) |
| 4  | Italia (bandiera)    | D     | Angelo Antonazzo         |
| 4  | Venezuela (bandiera) | D     | Rolf Feltscher           |
| 5  | Ghana (bandiera)     | C     | Yaw Asante               |
| 6  | Italia (bandiera)    | C     | Marco Crimi              |
| 7  | Italia (bandiera)    | C     | Nicola Mancino           |
| 8  | Camerun (bandiera)   | D     | Thomas Som               |
| 9  | Italia (bandiera)    | A     | Arturo Lupoli            |
| 10 | Marocco (bandiera)   | C     | Abderazzak Jadid         |
| 11 | Italia (bandiera)    | A     | Davis Curiale            |
| 11 | Italia (bandiera)    | A     | Federico Piovaccari      |
| 12 | Italia (bandiera)    | P     | Ivan Lanni               |
| 13 | Nigeria (bandiera)   | C     | Kenneth Obodo            |
| 14 | Italia (bandiera)    | D     | Angelo Iorio             |
| 15 | Italia (bandiera)    | C     | Davide Biraschi          |
| 16 | Italia (bandiera)    | C     | Simone Esposito          |
| 17 | Italia (bandiera)    | A     | Marco Guidone            |
| 17 | Uruguay (bandiera)   | A     | Henry Giménez            |
| 18 | Italia (bandiera)    | A     | Marco Giovio             |
| 19 | Italia (bandiera)    | D     | Federico Barba           |
| 20 | Brasile (bandiera)   | C     | Ronaldo                  |

| N. |                           | Ruolo | Calciatore           |
| -- | ------------------------- | ----- | -------------------- |
| 20 | Italia (bandiera)         | C     | Matteo Mandorlini    |
| 21 | Italia (bandiera)         | C     | Daniele Quadrini     |
| 22 | Italia (bandiera)         | P     | Nunzio Franza        |
| 23 | Croazia (bandiera)        | D     | Vedran Celjak        |
| 24 | Italia (bandiera)         | A     | Davide Lanzafame     |
| 24 | Italia (bandiera)         | C     | Danilo Soddimo       |
| 26 | Italia (bandiera)         | C     | Juri Marinelli       |
| 27 | Italia (bandiera)         | D     | Marco Calderoni      |
| 28 | Italia (bandiera)         | C     | Francesco Mancini    |
| 28 | Uruguay (bandiera)        | C     | Gastón Brugman       |
| 29 | Italia (bandiera)         | D     | Emanuele Padella     |
| 30 | Italia (bandiera)         | C     | Francesco Uliano     |
| 30 | Italia (bandiera)         | D     | Giulio Donati        |
| 31 | Italia (bandiera)         | C     | Marcello Falzerano   |
| 32 | Italia (bandiera)         | A     | Ferdinando Sforzini  |
| 32 | Italia (bandiera)         | D     | Francesco Cosenza    |
| 33 | Italia (bandiera)         | D     | Michele Rigione      |
| 34 | Italia (bandiera)         | D     | Valerio Foglio       |
| 35 | Italia (bandiera)         | C     | Gennaro Delvecchio   |
| 36 | Italia (bandiera)         | C     | Massimo Bonanni      |
| 36 | Costa d'Avorio (bandiera) | A     | Souleymane Coulibaly |
| 40 | Italia (bandiera)         | A     | Edoardo Fanciulli    |
| 41 | Italia (bandiera)         | D     | Alessandro Dalmazzi  |

## Calciomercato

### Sessione estiva(dall'1/7 al 10/9)[77][78]
| Acquisti | Acquisti           | Acquisti    | Acquisti                   |
| R.       | Nome               | da          | Modalità                   |
| -------- | ------------------ | ----------- | -------------------------- |
| P        | Nicolás Bremec     |             | svincolato                 |
| D        | Giovanni Formiconi | Udinese     | riscatto compartecipazione |
| D        | Angelo Antonazzo   |             | svincolato                 |
| D        | Thomas Som         | Como        | definitivo                 |
| D        | Valerio Foglio     | AlbinoLeffe | definitivo                 |
| D        | Michele Rigione    | Inter       | prestito                   |
| D        | Giulio Donati      | Inter       | prestito                   |
| D        | Federico Barba     | Roma        | prestito                   |
| D        | Vedran Celjak      | Sampdoria   | prestito                   |
| D        | Emanuele Padella   | Parma       | rinnovo compartecipazione  |
| C        | Marco Crimi        | Bari        | rinnovo compartecipazione  |
| C        | Abderrazzak Jadid  | Parma       | definitivo                 |
| C        | Massimo Bonanni    | Genoa       | prestito                   |
| C        | Gennaro Delvecchio | Lecce       | definitivo                 |
| C        | Kenneth Obodo      | Pisa        | definitivo                 |
| C        | Marcello Falzerano | Chievo      | compartecipazione          |
| C        | Daniele Quadrini   |             | svincolato                 |
| C        | Simone Esposito    | Juventus    | rinnovo compartecipazione  |
| C        | Francesco Uliano   | Südtirol    | riscatto compartecipazione |
| A        | Marco Giovio       | Piacenza    | fine prestito              |
| A        | Marco Guidone      | Foligno     | fine prestito              |
| A        | Davide Lanzafame   | Catania     | prestito                   |

| Cessioni | Cessioni            | Cessioni     | Cessioni                   |
| R.       | Nome                | a            | Modalità                   |
| -------- | ------------------- | ------------ | -------------------------- |
| P        | Antonio Narciso     |              | svincolato                 |
| P        | Michele Mangiapelo  |              | svincolato                 |
| P        | Sergio Viotti       | Chievo       | fine prestito              |
| D        | Matteo Bruscagin    | Latina       | riscatto compartecipazione |
| D        | Francesco Bossa     | Udinese      | fine prestito              |
| D        | Martin Petráš       |              | svincolato                 |
| D        | Andrea Giallombardo | Ascoli       | fine prestito              |
| D        | Luca Antei          | Roma         | definitivo                 |
| C        | Luigi Consonni      |              | svincolato                 |
| C        | Gaetano Caridi      |              | svincolato                 |
| C        | Federico Moretti    | Catania      | fine prestito              |
| C        | Francesco Mancini   | Milazzo      | prestito                   |
| C        | Fabio Sciacca       | Catania      | fine prestito              |
| C        | Francesco Uliano    | Südtirol     | definitivo                 |
| A        | Luis Alfageme       |              | svincolato                 |
| A        | Gianvito Misuraca   | L.R. Vicenza | fine prestito              |
| A        | Keko                | Catania      | fine prestito              |
| A        | Marco Guidone       | Fondi        | definitivo                 |
| A        | Leonardo Nanni      |              | svincolato                 |

### Sessione invernale(dal 3/1 al 31/1)
| Acquisti | Acquisti             | Acquisti     | Acquisti   |
| R.       | Nome                 | da           | Modalità   |
| -------- | -------------------- | ------------ | ---------- |
| P        | Emanuele Belardi     |              | svincolato |
| D        | Rolf Feltscher       | Parma        | prestito   |
| D        | Francesco Cosenza    | Pro Vercelli | prestito   |
| C        | Danilo Soddimo       | Pescara      | prestito   |
| C        | Gastón Brugman       | Pescara      | prestito   |
| C        | Matteo Mandorlini    | Brescia      | prestito   |
| A        | Souleymane Coulibaly | Tottenham    | prestito   |
| A        | Henry Giménez        | Bologna      | prestito   |
| A        | Federico Piovaccari  | Sampdoria    | prestito   |

| Cessioni | Cessioni            | Cessioni     | Cessioni      |
| R.       | Nome                | a            | Modalità      |
| -------- | ------------------- | ------------ | ------------- |
| P        | Nicolás Bremec      | L.R. Vicenza | prestito      |
| D        | Angelo Antonazzo    |              | svincolato    |
| C        | Massimo Bonanni     | Genoa        | fine prestito |
| C        | Ronaldo             |              | svincolato    |
| A        | Davis Curiale       | Frosinone    | svincolato    |
| A        | Ferdinando Sforzini | Pescara      | definitivo    |
| A        | Davide Lanzafame    | Catania      | fine prestito |

### Movimenti post-sessione invernale
| Cessioni | Cessioni         | Cessioni | Cessioni   |
| R.       | Nome             | a        | Modalità   |
| -------- | ---------------- | -------- | ---------- |
| P        | Emanuele Belardi |          | svincolato |

## Risultati

### Serie B

#### Girone d'andata
| Arbitro: | Irrati (Pistoia) |

|              |           |              |
| Sforzini 18’ | Marcatori | 64’ González |

| Arbitro: | Roca (Foggia) |

|                            |           |             |
| Ciancio 16’ Di Roberto 34’ | Marcatori | 58’ Curiale |

| Arbitro: | Borriello (Mantova) |

|           |           |           |
| Cuffa 64’ | Marcatori | 21’ Olivi |

| Arbitro: | Castrignanò (Brindisi) |

|              |           |  |
| Sforzini 30’ | Marcatori |  |

| Arbitro: | Fabbri (Ravenna) |

|                   |           |                     |
| Fofana 69’ (rig.) | Marcatori | 21’ (rig.) Sforzini |

| Arbitro: | Merchiori (Ferrara) |

|                       |           |                         |
| Foglio 10’ Lupoli 86’ | Marcatori | 36’ Gorzegno 59’ Acosty |

| Arbitro: | Pairetto (Nichelino) |

|                                   |           |              |
| Plasmati 88’ Pinardi 90+5’ (rig.) | Marcatori | 36’ Sforzini |

| Arbitro: | Nasca (Bari) |

|               |           |                 |
| Lanzafame 83’ | Marcatori | 38’, 55’ Boakye |

| Arbitro: | Abbattista (Molfetta) |

|                |           |  |
| Cacia 33’, 83’ | Marcatori |  |

| Modena 20 ottobre 2012, ore 15:00 CEST 10ª giornata | Modena                 | 0 – 0 referto | Grosseto | Stadio Alberto Braglia (4.948 spett.)\| Arbitro: \| Manganiello (Pinerolo) \| |
| Arbitro:                                            | Manganiello (Pinerolo) |               |          |                                                                               |

| Arbitro: | Di Bello (Brindisi) |

|           |           |          |
| Jadid 71’ | Marcatori | 42’ Nolè |

| Arbitro: | Di Paolo (Avezzano) |

|                                                     |           |                                   |
| Succi 48’ (rig.) Graffiedi 69’ (rig.) Rodríguez 89’ | Marcatori | 41’ (rig.) Sforzini 63’ Lanzafame |

| Arbitro: | Gavillucci (Latina) |

|                   |           |          |
| Sforzini 42’, 50’ | Marcatori | 60’ Zaza |

| Arbitro: | Candussio (Cervignano del Friuli) |

|              |           |           |
| Sforzini 29’ | Marcatori | 85’ Okaka |

| Arbitro: | Cervellera (Taranto) |

|                             |           |                         |
| Tavano 47’, 61’ D. Moro 59’ | Marcatori | 2’ Lupoli 71’ Antonazzo |

| Arbitro: | Tommasi (Bassano del Grappa) |

|                        |           |                                             |
| Sforzini 14’ Olivi 22’ | Marcatori | 2’ (rig.) And. Caracciolo 18’ L. A. Scaglia |

| Arbitro: | Candussio (Cervignano del Friuli) |

|                                                     |           |  |
| Paulinho 26’ Siligardi 50’ Meola 81’ Belingheri 85’ | Marcatori |  |

| Arbitro: | Ostinelli (Como) |

|                                             |           |  |
| Lupoli 3’ Valentini 23’ (aut.) Sforzini 28’ | Marcatori |  |

| Arbitro: | Castrignanò (Brindisi) |

|                                            |           |  |
| Damonte 19’, 42’ Martinetti 47’ Ebagua 88’ | Marcatori |  |

| Arbitro: | Giancola (Vasto) |

|  |           |          |
|  | Marcatori | 74’ Comi |

| Arbitro: | Di Paolo (Avezzano) |

|              |           |  |
| Fedato 90+4’ | Marcatori |  |

#### Girone di ritorno
| Arbitro: | Borriello (Mantova) |

|                            |           |  |
| Pesce 21’ F. Lazzari 90+2’ | Marcatori |  |

| Arbitro: | Merchiori (Ferrara) |

|                                              |           |                |
| Padella 40’ Piovaccari 56’ Lupoli 78’ (rig.) | Marcatori | 32’ Di Roberto |

| Arbitro: | Di Bello (Brindisi) |

|                     |           |                     |
| Piccinni 16’ (aut.) | Marcatori | 90+6’ (rig.) Cutolo |

| Arbitro: | Manganiello (Pinerolo) |

|           |           |  |
| Eramo 32’ | Marcatori |  |

| Arbitro: | Baracani (Firenze) |

|                       |           |                          |
| Piovaccari 40’, 90+4’ | Marcatori | 50’ Plasmati 58’ Piccolo |

| Arbitro: | Cervellera (Taranto) |

|                    |           |             |
| Zito 12’ Bruno 76’ | Marcatori | 56’ Mancino |

| Arbitro: | Pinzani (Empoli) |

|                   |           |                           |
| G. Delvecchio 71’ | Marcatori | 75’ (rig.), 90+1’ Bojinov |

| Arbitro: | Pasqua (Tivoli) |

|  |           |                     |
|  | Marcatori | 48’, 75’ Piovaccari |

| Arbitro: | Borriello (Mantova) |

|  |           |                                      |
|  | Marcatori | 25’ (rig.) N. Ferrari 30’ Cacciatore |

| Arbitro: | Nasca (Bari) |

|                              |           |  |
| Lupoli 34’ G. Delvecchio 74’ | Marcatori |  |

| Terni 19 marzo 2013, ore 20:45 CET 32ª giornata | Ternana          | 0 – 0 referto | Grosseto | Stadio Libero Liberati (5.132 spett.)\| Arbitro: \| Fabbri (Ravenna) \| |
| Arbitro:                                        | Fabbri (Ravenna) |               |          |                                                                         |

| Arbitro: | Merchiori (Ferrara) |

|             |           |                               |
| Giménez 86’ | Marcatori | 31’ Granoche 40’ D'Alessandro |

| Arbitro: | Pairetto (Nichelino) |

|                                             |           |                   |
| Fecsezin 30’ G. Russo 51’ Loviso 85’ (rig.) | Marcatori | 76’ G. Delvecchio |

| Arbitro: | Ostinelli (Como) |

|                             |           |                          |
| Goian 53’ D. Di Gennaro 87’ | Marcatori | 90’ (rig.) G. Delvecchio |

| Arbitro: | Di Paolo (Avezzano) |

|  |           |               |
|  | Marcatori | 31’ Maccarone |

| Arbitro: | Manganiello (Pinerolo) |

|                                           |           |                          |
| And. Caracciolo 45’, 54’ L.A. Scaglia 51’ | Marcatori | 66’ (rig.) G. Delvecchio |

| Arbitro: | La Penna (Roma) |

|  |           |                               |
|  | Marcatori | 13’, 63’ (rig.), 70’ Paulinho |

| Vercelli 27 aprile 2013, ore 15:00 CEST 39ª giornata | Pro Vercelli           | 0 – 0 referto | Grosseto | Stadio Silvio Piola (1.399 spett.)\| Arbitro: \| Castrignanò (Brindisi) \| |
| Arbitro:                                             | Castrignanò (Brindisi) |               |          |                                                                            |

| Arbitro: | Abbattista (Molfetta) |

|                                |           |                             |
| Piovaccari 64’ Coulibaly 90+5’ | Marcatori | 24’ Neto Pereira 45’ Ebagua |

| Arbitro: | Cervellera (Taranto) |

|                |           |  |
| Di Michele 86’ | Marcatori |  |

| Arbitro: | Palazzino (Ciampino) |

|                                                       |           |                                      |
| Lupoli 18’ Coulibaly 49’ Piovaccari 65’ Fanciulli 85’ | Marcatori | 35’ Ceppitelli 42’ Caputo 46’ Fedato |

### Coppa Italia
| Arbitro: | Gavillucci (Latina) |

|             |           |                                        |
| Sforzini 1’ | Marcatori | 52’ Kabine 66’ De Bode 90+3’ Di Gaudio |

## Statistiche

### Statistiche di squadra
| Competizione | Punti | In casa | In casa | In casa | In casa | In casa | In casa | In trasferta | In trasferta | In trasferta | In trasferta | In trasferta | In trasferta | Totale | Totale | Totale | Totale | Totale | Totale | DR |
| Competizione | Punti | G       | V       | N       | P       | Gf      | Gs      | G            | V            | N            | P            | Gf           | Gs           | G      | V      | N      | P      | Gf     | Gs     | DR |
| ------------ | ----- | ------- | ------- | ------- | ------- | ------- | ------- | ------------ | ------------ | ------------ | ------------ | ------------ | ------------ | ------ | ------ | ------ | ------ | ------ | ------ | -- |
| Serie B      | -     | -       | -       | -       | -       | -       | -       | -            | -            | -            | -            | -            | -            | -      | -      | -      | -      | -      | -      | -  |
| Coppa Italia | -     | -       | -       | -       | -       | -       | -       | -            | -            | -            | -            | -            | -            | -      | -      | -      | -      | -      | -      |    |
| Totale       | -     | -       | -       | -       | -       | -       | -       | -            | -            | -            | -            | -            | -            | -      | -      | -      | -      | -      | -      | -  |

### Statistiche dei giocatori
Aggiornate al 18 maggio 2013
| Giocatore     | Serie B  | Serie B | Serie B     | Serie B    | Coppa Italia | Coppa Italia | Coppa Italia | Coppa Italia | Totale   | Totale | Totale      | Totale     |
| Giocatore     | Presenze | Reti    | Ammonizioni | Espulsioni | Presenze     | Reti         | Ammonizioni  | Espulsioni   | Presenze | Reti   | Ammonizioni | Espulsioni |
| ------------- | -------- | ------- | ----------- | ---------- | ------------ | ------------ | ------------ | ------------ | -------- | ------ | ----------- | ---------- |
| A. Antonazzo  | 15       | 1       | 5           | 1          | 1            | 0            | 0            | 0            | 16       | 1      | 5           | 1          |
| Y. Asante     | 3        | 0       | 0           | 0          | 1            | 0            | 0            | 0            | 4        | 0      | 0           | 0          |
| F. Barba      | 19       | 0       | 5           | 1          | 1            | 0            | 0            | 0            | 20       | 0      | 5           | 1          |
| E. Belardi    | 0        | -0      | 0           | 0          | -            | -            | -            | -            | 0        | -0     | 0           | 0          |
| D. Biraschi   | 6        | 0       | 2           | 1          | 0            | 0            | 0            | 0            | 6        | 0      | 2           | 1          |
| M. Bonanni    | 14       | 0       | 1           | 0          | -            | -            | -            | -            | 14       | 0      | 1           | 0          |
| N. Bremec     | 10       | -13     | 0           | 0          | 1            | -3           | 0            | 0            | 11       | -16    | 0           | 0          |
| G. Brugman    | 12       | 0       | 0           | 0          | -            | -            | -            | -            | 12       | 0      | 0           | 0          |
| M. Calderoni  | 32       | 0       | 13          | 0          | 1            | 0            | 0            | 0            | 33       | 0      | 13          | 0          |
| V. Celjak     | 3        | 0       | 1           | 0          | 0            | 0            | 0            | 0            | 3        | 0      | 1           | 0          |
| F. Cosenza    | 5        | 0       | 1           | 0          | -            | -            | -            | -            | 5        | 0      | 1           | 0          |
| S. Coulibaly  | 12       | 2       | 0           | 0          | -            | -            | -            | -            | 12       | 2      | 0           | 0          |
| M. Crimi      | 25       | 0       | 9           | 0          | 0            | 0            | 0            | 0            | 25       | 0      | 9           | 0          |
| D. Curiale    | 7        | 1       | 0           | 0          | 1            | 0            | 0            | 0            | 8        | 1      | 0           | 0          |
| A. Dalmazzi   | 1        | 0       | 0           | 0          | 0            | 0            | 0            | 0            | 1        | 0      | 0           | 0          |
| G. Delvecchio | 24       | 5       | 8           | 1          | -            | -            | -            | -            | 24       | 5      | 8           | 1          |
| G. Donati     | 28       | 0       | 2           | 0          | -            | -            | -            | -            | 28       | 0      | 2           | 0          |
| S. Esposito   | 3        | 0       | 0           | 0          | 1            | 0            | 0            | 0            | 4        | 0      | 0           | 0          |
| M. Falzerano  | 4        | 0       | 0           | 0          | 0            | 0            | 0            | 0            | 4        | 0      | 0           | 0          |
| E. Fanciulli  | 1        | 1       | 0           | 0          | 0            | 0            | 0            | 0            | 1        | 1      | 0           | 0          |
| R. Feltscher  | 15       | 0       | 2           | 0          | -            | -            | -            | -            | 15       | 0      | 2           | 0          |
| V. Foglio     | 23       | 1       | 5           | 0          | -            | -            | -            | -            | 23       | 1      | 5           | 0          |
| G. Formiconi  | 1        | 0       | 0           | 0          | 0            | 0            | 0            | 0            | 1        | 0      | 0           | 0          |
| N. Franza     | 0        | -0      | 0           | 0          | 0            | -0           | 0            | 0            | 0        | -0     | 0           | 0          |
| H. Giménez    | 15       | 1       | 3           | 0          | -            | -            | -            | -            | 15       | 1      | 3           | 0          |
| M. Giovio     | 3        | 0       | 0           | 0          | 0            | 0            | 0            | 0            | 3        | 0      | 0           | 0          |
| M. Guidone    | 0        | 0       | 0           | 0          | 0            | 0            | 0            | 0            | 0        | 0      | 0           | 0          |
| A. Iorio      | 18       | 0       | 5           | 0          | 0            | 0            | 0            | 0            | 18       | 0      | 5           | 0          |
| A. Jadid      | 17       | 1       | 5           | 0          | 0            | 0            | 0            | 0            | 17       | 1      | 5           | 0          |
| I. Lanni      | 32       | -54     | 1           | 0          | 0            | 0            | 0            | 0            | 32       | -54    | 1           | 0          |
| D. Lanzafame  | 16       | 2       | 1           | 0          | -            | -            | -            | -            | 16       | 2      | 1           | 0          |
| A. Lupoli     | 26       | 6       | 3           | 0          | 0            | 0            | 0            | 0            | 26       | 6      | 3           | 0          |
| F. Mancini    | 0        | 0       | 0           | 0          | 0            | 0            | 0            | 0            | 0        | 0      | 0           | 0          |
| N. Mancino    | 10       | 1       | 2           | 0          | 0            | 0            | 0            | 0            | 10       | 1      | 2           | 0          |
| M. Mandorlini | 15       | 0       | 1           | 0          | -            | -            | -            | -            | 15       | 0      | 1           | 0          |
| J. Marinelli  | 2        | 0       | 1           | 0          | 0            | 0            | 0            | 0            | 2        | 0      | 1           | 0          |
| K. Obodo      | 30       | 0       | 2           | 0          | 1            | 0            | 0            | 0            | 31       | 0      | 2           | 0          |
| S. Olivi      | 11       | 2       | 4           | 0          | 1            | 0            | 1            | 0            | 12       | 2      | 5           | 0          |
| E. Padella    | 30       | 1       | 10          | 1          | 1            | 0            | 0            | 0            | 31       | 1      | 10          | 1          |
| F. Piovaccari | 17       | 7       | 0           | 1          | -            | -            | -            | -            | 17       | 7      | 0           | 1          |
| D. Quadrini   | 12       | 0       | 3           | 0          | 1            | 0            | 0            | 0            | 13       | 0      | 3           | 0          |
| M. Rigione    | 10       | 0       | 3           | 0          | -            | -            | -            | -            | 10       | 0      | 3           | 0          |
| Ronaldo       | 7        | 0       | 1           | 0          | 1            | 0            | 0            | 1            | 8        | 0      | 1           | 1          |
| F. Sforzini   | 20       | 10      | 4           | 0          | 1            | 1            | 1            | 0            | 21       | 11     | 5           | 0          |
| D. Soddimo    | 15       | 0       | 4           | 0          | -            | -            | -            | -            | 15       | 0      | 4           | 0          |
| T. Som        | 24       | 0       | 7           | 2          | 1            | 0            | 0            | 0            | 25       | 0      | 7           | 2          |
| F. Uliano     | 0        | 0       | 0           | 0          | 0            | 0            | 0            | 0            | 0        | 0      | 0           | 0          |